# Castello di Sant'Eusanio Forconese
Il castello di Sant'Eusanio Forconese sorge sul monte Cerro nel comune di Sant'Eusanio Forconese, in provincia dell'Aquila.

## Storia
La struttura della costruzione è quella del castello-recinto, destinato a fornire riparo alla popolazione in caso di pericolo. La presenza all'interno di una cisterna d'acqua potabile, però, fa pensare ad una struttura in grado di fornire ricovero anche per lunghi periodi, al contrario di altri castelli-recinto della zona.
La sua posizione al centro della valle tra il castello di Ocre da un lato ed il castello di San Pio delle Camere e di Barisciano dall'altro lo rendevano un componente strategico nella difesa della città dell'Aquila.

## Architettura

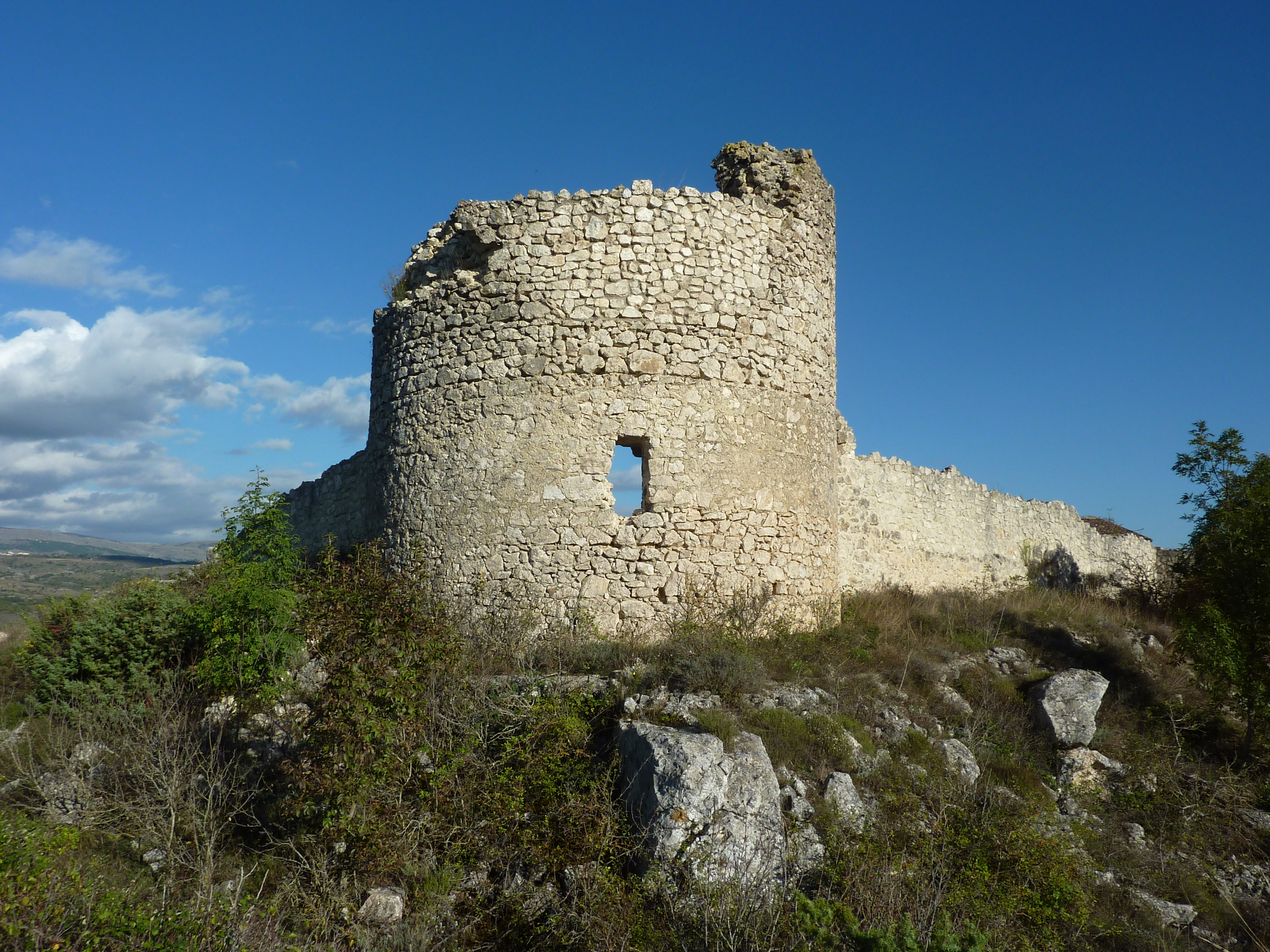
Torrione

Il recinto è quadrangolare con mura che connettono cinque torri semicircolari, di diametro interno tra i tre ed i cinque metri, e quattro torri a pianta quadrata, con funzione di rompitratta. Le mura hanno uno spessore di circa un metro ed un'altezza variabile da cinque a sette metri. Sul fianco occidentale del recinto, privo di difese naturali, il castello è difeso da un fossato.
L'ingresso è costituito da una porta ogivale addossata ad una torre quadrata alla quale è stata addossata la chiesa della Madonna del Castello, della quale si celebra la festa la prima domenica di agosto. Questa chiesa venne costruita costruita all'interno del recinto nel XVII-XVIII secolo, quando il castello perse la sua funzione difensiva.